# آنجلا دی. فریدریچی
آنجلا دی. فریدریچی (انگلیسی: Angela D. Friederici؛ زادهٔ ۱۹۵۲ (۷۲–۷۳ سال)) دانشمند در زمینه عصب‌روان‌شناسی و زبان‌شناسی اهل آلمان است.